# Consonne battue latérale linguo-labiale voisée
Cette page contient des caractères spéciaux ou non latins. S’ils s’affichent mal (▯, ?, etc.), consultez la page d’aide Unicode.
La consonne battue latérale linguo-labiale voisée est un son consonantique rare utilisé en pirahã. Le symbole dans l'alphabet phonétique international est [ɺ̼].

## Caractéristiques
Voici les caractéristiques de la consonne battue latérale linguo-labiale voisée :
- Son mode d'articulation est battu, ce qui signifie qu’elle est produite en contractant brièvement les muscles d'un point d’articulation, sur l'autre.
- Son point d’articulation est linguo-labial, ce qui signifie qu'elle est articulée avec la langue et les lèvres.
- Sa phonation est voisée, ce qui signifie qu'elle est produite avec la vibration des cordes vocales.
- C'est une consonne orale, ce qui signifie que l'air ne s’échappe que par la bouche.
- C'est une consonne latérale, ce qui signifie qu’elle est produite en laissant l'air passer sur les deux côtés de la langue, plutôt que dans le milieu.
- Son mécanisme de courant d'air est égressif pulmonaire, ce qui signifie qu'elle est articulée en poussant l'air par les poumons et à travers le chenal vocatoire, plutôt que par la glotte ou la bouche.

## Langues
| Langue | Exemple | Prononciation | Sens | Notes                       |
| ------ | ------- | ------------- | ---- | --------------------------- |
| pirahã | toogixi | [tòːɺ͡ɺ̼ìʔì]    | houe | dans [ɺ͡ɺ̼], allophone de /ɡ/ |